# Скрипник, Профир
Профи́р М. Скри́пник (1951 — 15 августа 1981) — советский серийный убийца, убивший с 1977 по 1979 год 2 женщин в Кишинёве.

## Биография

### Жизнь до убийств
Точная дата и место рождения Профира Скрипника в источниках не приводятся (известно, что он жил в Кишинёве и в 1981 году ему было 30 лет). Работал столяром на фабрике «Букурия», был ударником коммунистического труда и кандидатом в члены КПСС. Он считал себя неудачником в личной жизни, завидовал другим мужчинам. Его брак был несчастливым: после того, как у него родился ребёнок, Скрипник понял, что не любит свою жену. Однажды его друг Феодосий Вуткарёв похвастался перед ним своими любовными успехами. Тогда Скрипник написал объявление о знакомстве в газету, однако девушка, с которой он встретился, заразила его венерическим заболеванием. Скрипник решил, что женщины — источник всех бед, и их нужно уничтожать.

### Убийства
В феврале 1977 года Скрипник совершил первое убийство. Его жертвой стала 20-летняя Ирина Кузьминова, которая при жизни страдала сифилисом. В марте того же года её обезображенное тело нашли в парке в районе Буюкань. Во рту и влагалище сохранились сперматозоиды, отсутствовала рука. Убийство оставалось нераскрытым в течение следующих 3 лет.
Безнаказанность придала Скрипнику уверенности в том, что схема убийства правильная: знакомство – свидание – нападение – расчленение. Маньяк верил, что в глазах убитых женщин может запечатлеться образ убийцы, и вырезал им глаза.

В декабре 1979 года Скрипник совершил второе убийство. Он пригласил на свидание А. Фросин, имевшую семилетнего ребёнка, угостил мороженым, а затем убил её, нанеся многочисленные ножевые ранения. Скрипник удалил глаза жертвы механическим путём и отрубил ей голову, которую вложил в портфель. Этот портфель убийца принёс Вуткарёву, приложив к нему записку следующего содержания:
Федос, ты видел подарок? Это тебе в пример. Готовь 10 тысяч! Или твоя дочь тоже будет без головы. Вечером придёшь на вокзал, принесёшь деньги.
Опознать жертву по голове, оставшейся без глаз, было невозможно. С разрешения руководства Молдавской ССР голову убитой показали по телевидению. После этого в милицию позвонил семилетний сын погибшей. Он узнал свою мать, которую не видел уже неделю. Оставшись круглым сиротой, мальчик оказался в детдоме.
В 1980 году Скрипник совершил новое нападение на девушку в том же парке. Жертву звали Ольга Лебедева. Маньяк по старой схеме познакомился с ней, пригласил на свидание, где попытался изнасиловать её и убить, но потерпевшей удалось вырваться и позвать на помощь. Она рассказала, что преступник кричал ей вслед: «Я тебя на кусочки порежу, тварь». Эти слова вызвали у следователей ассоциацию с убийцей-расчленителем. Сыщики отправились в парк, где обнаружили обезглавленное тело А. Фросин.

### Расследование
Изначально в разработку был взят сам Вуткарёв. У следствия возникла версия, что Вуткарёв — член преступной группы, который пытался порвать связи в преступном мире, и его решили запугать. Сыщики решили организовать встречу Вуткарёва с предполагаемыми бандитами — возможными авторами записок. Под видом железнодорожных рабочих на Кишинёвском вокзале дежурили оперативники. Вуткарёв явился на вокзал, однако к нему никто не пришёл.
Расследуя дело, старший следователь по особо важным делам при Прокуратуре Молдавской ССР Анатолий Магдалюк обратил внимание на интересный факт: Вуткарёв предпочитал, чтобы люди называли его не Феодосием, а Фёдором. По настоящему имени его называли только родственники и хорошие знакомые. Из этого следовал вывод, что убийства совершает человек, хорошо знающий Вуткарёва. В поле зрения попал троюродный брат Вуткарёва — директор вагона-ресторана, уже находившийся под прицелом правоохранительных органов по подозрению в хищении социалистической собственности, однако выяснилось, что он не причастен к убийству. Тогда сыщики продолжили отрабатывать ближайший круг общения Вуткарёва, и в их поле зрения попал Скрипник.

### Арест, следствие и суд
Вскоре Скрипник, чтобы отвести от себя подозрение, сам обратился в прокуратуру, рассказав, что вечером 12 февраля, пока его не было дома, в дверь звонил незнакомец, угрожал жене. А через три дня в почтовом ящике оказалось письмо с угрозами и предложением встретиться. Следствие снова переключилось на записки из портфеля и письмо. Нашли образцы почерка Скрипника и выяснили, что он имел привычку подчёркивать некоторые слова. Подозреваемого вызвали в военкомат, попросили заполнить бланки печатными буквами. Присутствовавший начальник экспертного совета КГБ сразу дал заключение, что Скрипник — автор письма и записок.
Преступник был задержан у кинотеатра «Патриа», куда пришёл с очередной девушкой. О своих преступлениях он рассказывал без всякого раскаяния, называл себя «Санитаром природы». На суде заявлял, что будет рассказывать страшные вещи и просит слабонервных удалиться. Верховный суд Молдавской ССР приговорил Профира Скрипника к смертной казни через расстрел. Приговор был приведён в исполнение 15 августа 1981 года.

## В массовой культуре
- Документальный фильм «Голова в портфеле» из цикла «Следствие вели» (2011)
- Документальный фильм Ильи Варламова «Маньяк из СССР, о котором все молчат | Ярость, страх и ненависть в Кишинёве» (2025)